# Галина Златарева
Галина Златарева (родена Галина Велчева), с псевдоним на произведенията си за деца Галина Златина, е българска писателка, поетеса, книгоиздател и редактор. Ползва и други псевдоними.

## Биография
Родена е на 11 май 1954 г. в село в северозападна България (сега град Мизия), но семейството ѝ още тогава се установява в София.

### Дизайн
В дизайна на голяма част от книгите на издателство „Златното пате“ водеща роля има Галина Златарева в насоките и изискванията към илюстрациите и особено в оформлението на кориците. Тъкмо изключителното внимание към визията наред със съдържанието на книгите ги прави толкова успешни на българския и на международния пазар. За този неин принос „зад кулисите“ към успеха на издателството стоят изградените у нея художествена култура и живописен талант. „От момента на съзнателното си развитие около 7-8-годишна възраст аз израснах в Ермитажа. Не буквално, а с един голям изключително пълен албум на картините в него, който всекидневно разгръщах, наслаждавах се на шедьоврите и изучавах как се постига красотата в картините на майсторите – споделя тя. – Това натрупване впоследствие прерасна в траен интерес към визуалните изкуства през целия ми живот.“

### Архитектурен дизайн
Това е последното ѝ трайно увлечение, довело до изработване фасадата на цяла сграда, а също и интериора на немалко помещения вътре. Фасадата е изпълнена в хармонични цветни композиции от парчета разноцветни керамични плочки на вилна сграда „Златна звезда“ в Созопол. Сградата има изключително въздействаща визия и индивидуалност сред цялото околно курортно строителство не само с керамичните пана по балконите и стените, а и с покривните елементи – купол, комин, причудливи кулички и голямо ажурно кълбо от ковано желязо. Очевидна е близостта с испанския архитект Гауди, на когото Галина Златарева се смята за последователка, но също така са силно забележими елементите, които я отличават и са неин собствен принос в архитектурния дизайн на постройката.

## Произведения

### Като Галина Златарева
- Медальонът – исторически роман (2010, 2012, 2017, 2019)
- Васил Левски, заблуди и истини – публицистика (2011)
- Капка кръв за вампира – исторически роман (2013)
- Куцият кон на късмета – хумор и сатира (2014)
- Предсказателят – роман за юноши (2019)

### Като Галина Златина
- 28 български народни приказки (2014)
- Аз съм Сънчо (1998)
- Африкански приказки (1991)
- Ах ти, лошо коте! (2012)
- Болен здрав носи (2002, 2003, 2005, 2008, 2010, 2014, 2017)
- Български народни приказки (2011, 2013)
- Бухал (2012)
- В зоопарка нещо става (2019)
- В колибата на разбойника (2011)
- В очакване на Великден (1993)
- Великденски вълнения (1993)
- Веселба на острова (2016)
- Весели коледни истории (2010)
- Вече съм голям (1994, 1996, 2001, 2005, 2009)
- Врабче (2012)
- Вятърната къща (1990)
- Горска веселба (2001)
- Горската фея (2019)
- Гневливото чудовище Воги (2011)
- Дворецът на Пепеляшка (2016)
- Джуджетата на Дядо Коледа (2003, 2008)
- Дивите животни в България (2011)
- Домашните животни в България (2011)
- Добрият доктор Ох-Боли (2017)
- Дребосъци в гората (2015)
- Дядо вади ряпа (2015)
- Един ден на село (2010, 2012)
- Един ден във фермата (2012)
- Животинките (1999)
- Животните в зоопарка (2011)
- Житената питка (2003, 2013, 2014)
- За мечти и приключения (2007)
- Зойко е в беда (2020)
- Зайче (2012)
- Зайче юначе (2019)
- Завистливото чудовище Туки (2011)
- За Коледа с усмивка (2018)
- Заровеното съкровище (2011)
- Златната птица (1996, 1998, 2000, 2005, 2009, 2013)
- Играчките (1999)
- Изгубеният подарък (2014)
- Имаме си камион (1998)
- Имаме си самолет (1998)
- Имаме си корабче (1998)
- Имаме си автомобил (1998)
- Искам вече да БРОЯ (1998, 2001, 2003, 2007, 2011, 2016)
- Искам вече да чета. От А до Я (1998, 2001, 2003, 2007, 2011, 2016)
- Искам да имам слонче (2002)
- Искам да си имам котенце (2002)
- Казваме хубавите думички (2019)
- Как чете патето? (2012)
- Какво може Мечо? (2012)
- Какво яде теленцето? (2012)
- Камионът на Шаро (2002)
- Катеричка скоклива (2019)
- Княгинята и незнайният момък (2004)
- Кога бяга Зайко? (2012)
- Кога спи бухалът? (2012)
- Кого видях в цирка? (2003)
- Кого срещнах в планината? (2004)
- Кой е вън? (2000)
- Кой живее в зоопарка? (1998)
- Кой живее в гората? (1998)
- Кой играе на пързалката? (2010)
- Кой какво получи под елхата (2010)
- Кой каза „бау“? (2012)
- Кой обича котето? (2012)
- Кой открадна сиренцето? (2002, 2003, 2007, 2011, 2015, 2018)
- Кой какво яде? (2002, 2005, 2008, 2011)
- Кой какво прави? (2002, 2005, 2008, 2011)
- Кой е най-голям? (2002, 2005, 2008, 2011)
- Кой как ходи? (2003, 2005, 2008, 2011)
- Кой на кого е дете? (2002, 2005, 2008, 2011)
- Кой е най-страшен (2002, 2005, 2009, 2014, 2017)
- Кой къде живее? (2002, 2005, 2008, 2011, 2018)
- Кой е моят цвят? (2003, 2006, 2010, 2018)
- Кой ще ми повярва? (2019)
- Кола за мен (2012)
- Колата на Лъвчо (2002)
- Коледа в гората (2013)
- Коледен карнавал (2003, 2008)
- Коледна работилница (2013)
- Колко е голямо морето? (2016)
- Котенце (2012)
- Косе Босе (2006, 2017)
- Куче (2012)
- Кученцето (2008)
- Къде зимува Врабчо? (2012)
- Къде ходи Ежко (2012)
- Лакомото мече (2016, 2018)
- Лошата фея (2012)
- Магаренцето (1999)
- Малкото тракторче (2013)
- Мама Патарана (1999)
- Маца-Писана – Броилка (2003)
- Мече (2012)
- Мечето (2008)
- Мечо в гората (2009)
- Момчето и царската дъщеря (1998)
- Моят Мечо – кара влак (2000, 2004, 2008)
- Моят Мечо – дърводелец (1998, 2000, 2008)
- Моят Мечо – фризьор (2000, 2004, 2008)
- Моят Мечо – шивач (1998, 2000, 2008)
- Моят Мечо – готвач (1999, 2001, 2009)
- Моят Мечо – капитан (1998, 2000, 2008)
- Моят Мечо – прави път (1998, 2000, 2008)
- Моят Мечо – пътешественик (1998, 2000, 2008)
- Моят Мечо – състезател (1999, 2001, 2009)
- Мръсните мечета (2010)
- Мръсните ръчички (2012)
- Мърльо, мърльо, писанче (1998)
- Най-красивата елхичка (2006)
- Незнаен юнак (1996, 1998, 2001, 2005, 2008, 2011, 2015)
- Немирната писанка (2019)
- Неочаквана среща (2011)
- Непознатото животинче (2013, 2020)
- Неродена мома (2017)
- Обратно на всички (2019)
- Островът на дракона (1992)
- Патето в гората (1996, 1998, 2001, 2004, 2007, 2011, 2014, 2017)
- Патето във фермата (1998, 2001, 2004, 2007, 2011, 2014, 2017)
- Патето иска да лети (1993)
- Патилата на Зайко (2002, 2003, 2006, 2010, 2014, 2018)
- Патилата на мухата (2019)
- Плашилото – Броилка (2003)
- Подаръче за всеки (2007)
- Пожар във фермата (2011)
- Празникът на Снежко (2009)
- Приключенията на Зайко (2016)
- Приятел попада в плен (2020)
- Пръстенът на самодивата (1997, 2000, 2008, 2013)
- Първо букварче (1993)
- Първото състезание на Бип (2012)
- Разбойническата банда (2011)
- Разходка в гората (2001, 2002, 2003, 2006, 2011, 2015)
- Сврако-сврачке (2009)
- Слончето (2008)
- Слончето в Африка (2009)
- Слончето търси приятели (2016)
- Спасяването на Врабчо (2019)
- Спасяването на Зайко (2013)
- Специално поръчение (2020)
- Сред вековната гора (2005)
- Странният подарък (2005)
- Суматоха в зоопарка (2016)
- Съборената ограда (2011)
- Тайната на Баходур (1993)
- Таралеж (2012)
- Тъжното чудовище Тили (2011)
- Тичайте на помощ (2004, 2007, 2011, 2018)
- У дома и на двора (2015)
- Умното мече (2019)
- Урокът на магьосницата (1997)
- Хайде на море! (2001, 2002, 2003, 2006, 2011, 2015)
- Хипопотам (2012)
- Хитър Петър (2014)
- Ходи там хипопотам (2012)
- Храброто кученце (2019)
- Царската дума (2013)
- Часовниче си имам (2001, 2003, 2007, 2011, 2016)
- Четиримата художници и вятърът (1990)
- Чорба от камъчета (1998)
- Чорбата на пирата (2019)
- Шаро Белята (2004, 2006, 2011, 2014, 2017, 2018)
- Шаро на двора (2009)
- Шишарко (2018)
- Юнак над юнаците (1997)
- Юнакът и Златната птица (1996)

### Произведения в сборници
- Болен здрав носи, мога да чета сам (2018)
- Весели коледни истории (2013)
- Вече съм голяма (2018)
- Вече съм голям (2018)
- Ден, пълен с изненади (2013)
- Детска енциклопедия България, книга 8, 11, 12 (1998, 2002, 2004)
- Древна Тракия, Древна Елада (2016)
- Древен Рим (2016)
- Дядовата ръкавичка, мога да чета сам (2014)
- За мен и дяволчето в мен (2011)
- За мечти и приключения (2011)
- Златни зрънца, Български народни приказки – 1 (2006)
- Златни зрънца, Български народни приказки – 2 (2006)
- Златни зрънца, Български народни приказки – 3 (2007)
- Златни зрънца, Български народни приказки – 4 (2007)
- Златни зрънца, Български народни приказки – 5 (2007)
- Златни зрънца, Български народни приказки – 6 (2007)
- Златни зрънца, Български народни приказки – 7 (2008)
- Златни зрънца, Български народни приказки – 8 (2008)
- Кого срещнах в планината? (2005)
- Кой живее в зоопарка? (2005)
- Колко слончето тежи (2001, 2005, 2008, 2011, 2015, 2018)
- Коравият залък (1998)
- Кът свиден и мил (2000, 2001, 2005, 2008, 2011, 2015, 2018)
- Лакомото мече, мога да чета сам (2016)
- Моя бяла Коледа (1997, 1998, 1999, 2000, 2001, 2003, 2005, 2008, 2011, 2016, 2018)
- Моят първи буквар (2017)
- Моята първа читанка (2017)
- Праистория, Месопотамия, Египет (2016)
- Праистория, Траки, Славяни, Българи (2018)
- Първа българска държава (2018)
- Самолет номер пет (2013)
- Семки и бонбонки (2000, 2001, 2005, 2008, 2011, 2015, 2018)
- Транспортните неволи на Дядо Коледа (2011)
- У дома и на двора (2015)
- Ученикът на дявола (1996)
- Юнакът и царската дъщеря (1995)

## Преводи

### Книги
- Кучето Рошко (2011)
- Малкото слонче – приказки на Ръдиард Киплинг (2013)

### Коледни песни
- Пей, звънче! (1997)
- Малкият барабанчик (2001)
- Зная кой е той (2001)
- Благословена Коледа (2001)
- Рудолф Червеноноси (2001)
- Когато светците маршируват (2001)
- Коледна украса (2001)

## Награди
- 2007 г. Национална награда „Константин Константинов“ за издателство „Златното пате“
- 2020 г. В навечерието на Деня на будителите плакет "Оръжие, дух и традиция" от Министерство на отбраната за романа "Медальонът" и други патриотични инициативи.
- 2021 г. Награда от конкурса „Бургас и морето“ – първа награда за песен от публиката, четвърто място в общата класация. Текст Галина Златарева, музика Хайгашод Агасян.
- 2021 г. За първи път в конкурса „Бургас и морето“ бе връчена специална награда от Обединената велика ложа на България чрез фондацията „Благотворителност и милосърдие” на името на Пламен Ставрев. Отличието е за целия творчески екип създал песента „Ти, мое море“. Текст Галина Златарева.
- 2022 г. Награда в конкурса „Магията на словото“ на народно читалище „Асен Златаров“, Бургас
- 2022 г. Награда в националния литературен конкурс, обявен от община Севлиево по случай 120 години от рождението на авторката на исторически романи Фани Попова-Мутафова